# Jozef Rudnyánszky
Jozef Rudnyánszky (zm. 1859 w Bratysławie) – słowacki duchowny katolicki, piąty biskup ordynariusz bańskobystrzycki w latach 1844–1850.

## Życiorys
Pochodził ze węgierskiej rodziny szlacheckiej. W 1844 roku został mianowany przez papieża Grzegorza XVI biskupem ordynariuszem bańskobystrzyckim. Jako biskup cechował się wyjątkową dbałością o sprawy diecezji oraz swoich wiernych przez co cieszył się ich szacunkiem. W czasach powstania  węgierskiego (1848–1849) podczas Wiosny Ludów na terenie jego diecezji miały miejsce walki, w których zginęło wielu ludzi. W 1850 roku został oskarżony o domniemaną zdradę stanu i skazany przez sąd. W związku z czym został zmuszony ustąpić z funkcji ordynariusza, przechodząc na emeryturę i osiadając w Bratysławie, gdzie zmarł w 1859 roku.